# Victor-François de Broglie (1718-1804)

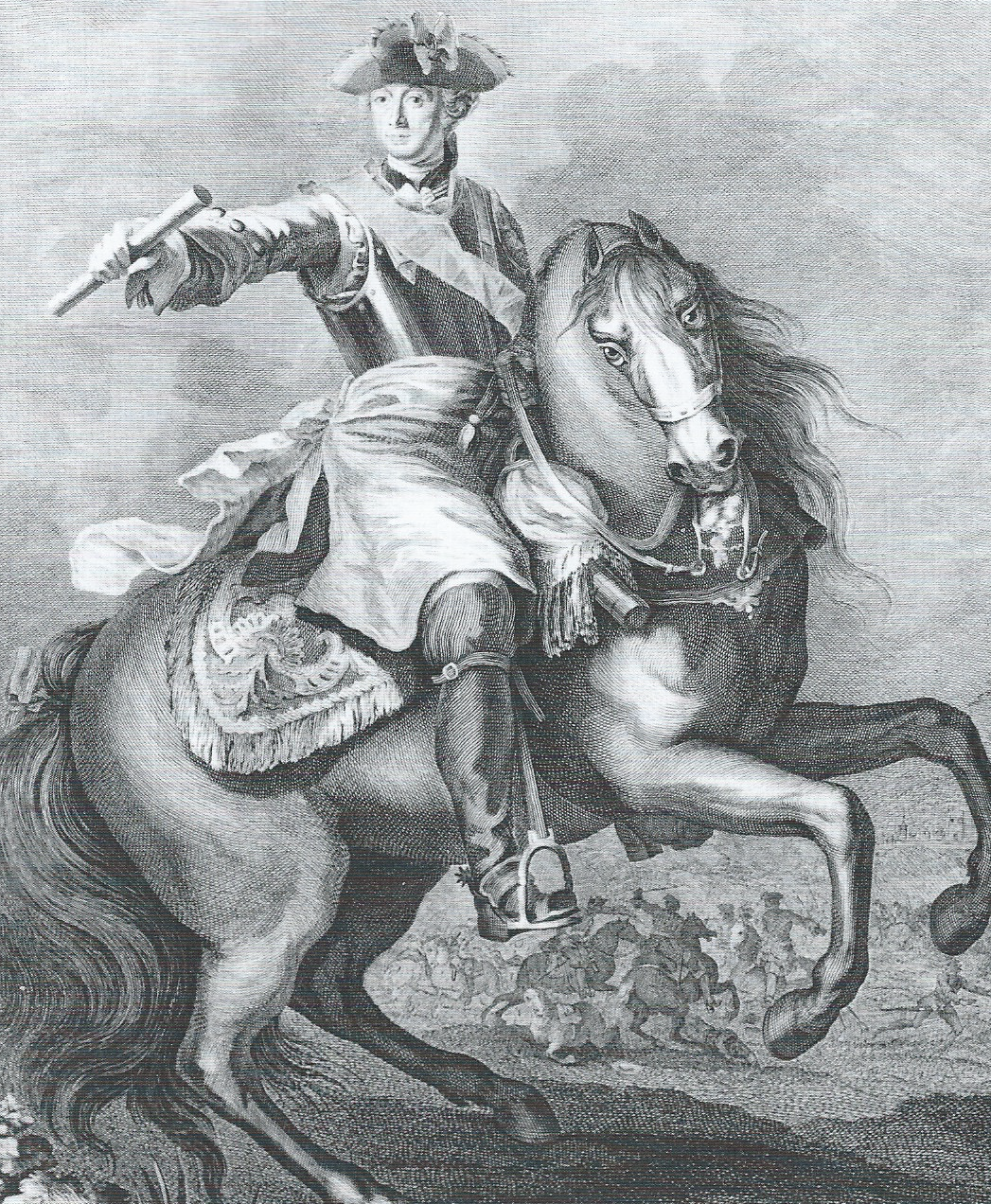
Victor-François de Broglie

Victor-François de Broglie, 2e hertog van Broglie (Broglie, 19 oktober 1718 – Münster, 30 maart 1804) was een Frans militair en staatsman, maarschalk van Frankrijk. Hij was een van de slechts zeven maarschalken-generaal van Frankrijk.

## Leven
De Broglie vocht onder het bevel van zijn vader, François-Marie de Broglie, in 1734 in Italië bij Parma en in de Slag bij Guastalla alsook in de Oostenrijkse Successieoorlog in Bohemen, Beieren en aan de Rijn. Uiteindelijk kreeg hij de rang van generaal-majoor (Maréchal de camp).
Na de dood van zijn vader volgde hij hem op als hertog van Broglie. In de Zevenjarige Oorlog vocht hij onder Louis-Charles-César Le Tellier, maarschalk d'Estrées in de slag bij Hastenbeck en onder Charles de Rohan, prins van Soubise, vocht hij in de Slag bij Roßbach. Vervolgens werd hij commandant in Hessen, veroverde in 1758 Kassel, versloeg de Hessen bij Sandershausen en werd commandant in Frankfurt am Main en versloeg hertog Ferdinand van Brunswijk op 13 april 1759 bij Bergen. Als beloning hiervoor werd hij door de keizer tot rijksvorst benoemd.
Hierna veroverde De Broglie Minden, baande zich een weg naar Hannover en werd na de nederlaag van maarschalk Contades in de Slag bij Minden in augustus 1759 in zijn plaats benoemd tot opperbevelhebber en maarschalk.
In de volgende jaren bewees De Broglie zich als een dapper en bekwaam veldheer, maar kreeg ruzie met zijn college commandant Charles de Rohan, de prins van Soubise, en werd na een paar verloren slagen mede door de intriges van Madame de Pompadour afgezet en in 1762 naar zijn landgoed verbannen. In 1764 kreeg hij de leiding over Metz en Lotharingen (→provincie Trois-Évêchés).
Bij de uitbraak van de Franse Revolutie in 1789 werd De Broglie tot oorlogsminister benoemd en kreeg hij het bevel over de tussen Parijs en Versailles samengetrokken troepen. Na hun uiteenvallen emigreerde (vluchtte) hij. In 1792 kreeg hij het opperbevel over het leger van de broer van de koning. Na de executie van Lodewijk XVI van Frankrijk werd hij lid van het regentschap van de verdreven Fransen, richtte een legerkorps op in dienst van Engeland en trad na de opheffing hiervan in 1797 met dezelfde rang die hij ook al in Frankrijk bekleedde in Russische dienst, zonder dat hij doorvoor echter actief werd.
De Franse regering nodigde De Broglie in 1804 uit om terug te keren naar Frankrijk, maar voordat hij op deze uitnodiging in kon gaan, stierf hij in 1804 in Münster. Zijn hertogstitel ging over naar zijn kleinkind Victor de Broglie (1785-1870).

## Huwelijk en nageslacht
Victor-François de Broglie trouwde een eerste keer in 1736 met Marie Anne du Bois de Villiers (1720–1751). Hun drie zonen stierven nog voor ze volwassen geworden waren. Zijn tweede vrouw werd in 1752 Louise Crozat de Thiers (1733–1813). Samen kregen ze de volgende kinderen die wel hun kinderjaren overleefden:
- Louise Augustine Thérèse (1753–1771) ∞ 1768 Louis Etienne graaf de Damas Crux
- Charlotte Amélie Salbigothon (1754–1795) ∞ 1774 Franz Ludwig graaf van Helmstatt
- Claude-Victor de Broglie (1756–1794) ∞ Sophie de Rosen-Kleinroop
- Auguste Joseph (1762–1795), prince de Broglie-Revel ∞ 1782 Françoise de La Brousse de Verteilhac
- Adélaide Françoise (1764–1852) ∞ 1782 Marquis Stanislas de Boisse
- Charles (1765–1849)
- Maurice (1766–1821), bisschop van Gent
- Aglaé (1771–1846) ∞ 1788 Marquis Casimir de Murat de l'Estang
- Amédée (1772–1851) ∞ 1801 Geneviève de Montreuil